# USS San Jacinto (CG-56)
USS San Jacinto (CG-56) – amerykański krążownik rakietowy typu Ticonderoga, należący do drugiej serii produkcyjnej jednostek tego typu "Baseline 2", która jako pierwsza wprowadziła pionowe wyrzutnie pocisków rakietowych VLS Mk.41.
W trakcie operacji "Desert Storm" "San Jacinto" był pierwszym amerykańskim okrętem który o godzinie 1:00 czasu lokalnego z Morza Czerwonego wystrzelił pociski manewrujące Tomahawk SLCM na cele w Iraku.